# Sân bay Tioman
Sân bay Tioman (IATA: TOD, ICAO: WMBT), cũng gọi là Sân bay Pulau Tioman, là một sân bay ở đảo Tioman (Pulau Tioman) ở Malaysia. Nó nằm cạnh làng Tekek (Kampung Tekek).

## Các hãng hàng không và các tuyến
- Berjaya Air (Kuala Lumpur-Subang, Singapore-Seletar) [4]